# Woodkid

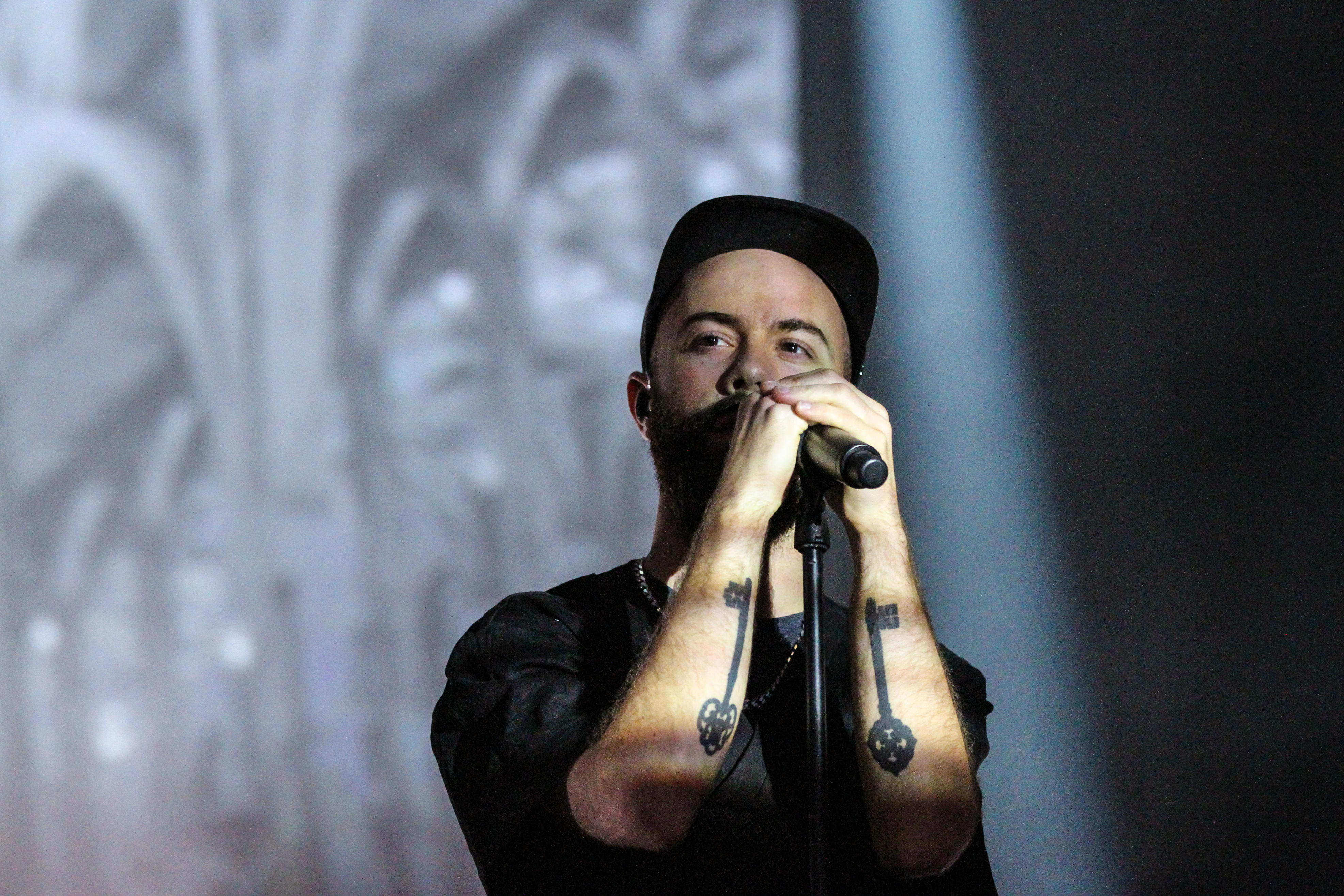
Woodkid podczas występu na Melt Festival w 2013 roku

Woodkid, właśc. Yoann Lemoine (ur. 16 marca 1983 w Tassin-la-Demi-Lune, Francja) – francuski reżyser teledysków, autor tekstów i wokalista. Znany z łączenia muzyki z silnymi elementami wizualnymi. Ma polskie korzenie ze strony matki.

## Kariera

### Do 2011:Początki
Woodkid szerzej znany jest jako reżyser takich teledysków jak: Wastin’ Time The Shoes, Born To Die i Blue Jeans Lany Del Rey czy Take Care Drake'a oraz Rihanny. Współpracował również z Yelle, Nolwenn Leroy, Moby, Mystery Jets i Katy Perry.
Za początek zainteresowania muzyką wskazuje się moment, w którym kręcił teledysk w Stanach Zjednoczonych. Otrzymał wtedy bandżo z rąk gitarzysty Richiego Havensa, w wyniku czego przestał grać na pianinie na rzecz otrzymanego instrumentu. Nadal pracując nad reżyserią teledysków, Woodkid postanowił również zająć się tworzeniem własnej muzyki.

### 2011–2012:IroniRun Boy RunEP
Woodkid wydał swoją pierwszą EP-kę Iron 28 marca 2011 roku. W teledysku do tytułowego utworu zagrała angielska modelka Agyness Deyn. Piosenka została również wybrana na motyw przewodni traileru gry Ubisoftu Assassin's Creed: Revelations, dzięki czemu zyskała ogromną popularność. Inspirując się tekstem tytułowej piosenki, francuska marka couture Dior nazwała swoją kolekcję na jesień-zimę 2013 „A Soldier On My Own”, utwór został również użyty jako soundtrack podczas pokazu.
15 października 2011 roku Woodkid zaśpiewał razem z Laną Del Rey swój przebój Iron. Rok 2012 rozpoczął od prywatnego paryskiego show z Wieży Eiffla, nadawanego na żywo za pośrednictwem amerykańskiej platformy Noisey.com. 21 maja 2012 roku miała miejsce premiera drugiej EP-ki pt. Run Boy Run razem z teledyskiem do tytułowej piosenki, która była również sequelem utworu Iron. Woodkid wystąpił również 13 czerwca na koncercie The Shoes w paryskiej Olimpii. Iron zostało użyte na potrzeby zwiastuna filmu o Hitchcocku.

### Od 2012:The Golden Age
W celu promocji przyszłego albumu artysta udał się w trasę koncertową obejmującą Europę i Stany Zjednoczone. Podczas jednego z ostatnich koncertów w Paryżu zaprezentował nowy utwór Stabat Mater, który znalazł się na albumie. Woodkid zapowiedział również rozpoczęcie światowej trasy koncertowej w kwietniu 2013 roku. 14 grudnia 2012 roku artysta zapowiedział swój debiutancki album The Golden Age, prezentując krótki film wideo. Wraz z udostępnieniem teasera zaprezentował również pełną tracklistę, składającą się z 14 utworów, w tym dotychczasowych przebojów takich jak „Iron” czy „Run Boy Run”. Trzecim singlem z płyty został utwór „I Love You”, a teledysk do niego ukazał się 4 lutego 2013 roku. Czwartym singlem z albumu został utwór tytułowy „The Golden Age”, teledysk zapowiedziano na rok 2014 krótkim teaserem.
7 czerwca 2013 roku, utwór Run Boy Run został użyty w trailerze gry Techlandu Dying Light. Dzięki temu utwór w Polsce zyskał większy rozgłos oraz na świecie.
5 listopada 2013 roku, podczas koncertu w Le Zénith w Paryżu, w ramach trasy koncertowej The Golden Age Tour, po raz pierwszy zaprezentował dwa nowe utwory „Go” oraz „Volcano”.
W 2023 i 2024 roku, nawiązał współpracę z Riot Games i na potrzeby serialu Arcane, powstał utwór Guns for Hire i Ashes and Blood.